# Wierzbie (województwo wielkopolskie)
Wierzbie – wieś sołecka w Polsce położona w województwie wielkopolskim, w powiecie konińskim, w gminie Sompolno.

## Historia
Osadnictwo na obszarze współczesnego Wierzbia istniało w okresie mezolitu. W roku 1527 wieś należała do Jana Lubstowskiego. W okresie kongresowego Królestwa Polskiego istniała gmina Wierzbie, która należała do powiatu radziejewskiego (przemianowanego w 1871 na powiat nieszawski) w guberni warszawskiej. W 1881 gmina została zniesiona, a Wierzbie włączone do gminy Sompolno w powiecie kolskim w guberni kaliskiej. W roku 1827 wieś liczyła 207 mieszkańców, a w drugiej połowie XIX wieku 285. Znajdowała się w tym czasie w Wierzbiu gorzelnia i młyn wodny. W latach 1975–1998 miejscowość należała administracyjnie do województwa konińskiego. Według danych z roku 2009 Wierzbie, wraz z należącą do sołectwa Kolonią Wierzbie liczyło 458 mieszkańców, w tym 230 kobiet i 228 mężczyzn.

## Zabytki
Do rejestru zabytków wpisany jest wierzbieński zespół pałacowy z połowy XIX wieku, w skład którego wchodzi pałac oraz park. Pałac do II wojny światowej stanowił własność Józefa Krzymuckiego. Do lat 80. XX wieku był zamieszkiwany przez pracowników PGR. W kolejnych latach uległ ruinie. 
W gminnej ewidencji zabytków ujęte są także:
- murowana kapliczka z przełomu XIX i XX wieku;
- w zespole folwarcznym budynki funkcjonujące w końcu XIX wieku jako: chlewnia, stajnia, stodoła, garaż maszyn parowych i narzędziownia[5].

Mieszkańcy wsi wyznania katolickiego przynależą do parafii św. Marii Magdaleny w Sompolnie.